# Towarzystwo Sportowe Olimpia Poznań (pallacanestro)
La sezione pallacanestro della Towarzystwo Sportowe Olimpia Poznań è una società polacca femminile con sede a Poznań.

## Storia
Ha partecipato a un'edizione di Coppa dei Campioni, vincendo un bronzo e a due di Coppa Ronchetti, vincendo un argento.
Ha vinto due titoli nazionali polacchi.

## Palmarès
- Campionato polacco: 2

1993, 1994